# Új Szó (folyóirat, 1929–1933)
Új Szó (1929, 1932–1933). Csehszlovákiai magyar nyelvű irodalmi folyóirat. Székhely: Pozsony. Szerkesztette Barta Lajos.
Szerzői szociáldemokrata és kommunista szemléletű írók voltak, köztük a Sarló mozgalomhoz tartozó fiatal értelmiségiek. A folyóirat fordításokat közölt a szovjet irodalomból, irodalmi tanulmányokat és -kritikákat jelentett meg. Állománya: 1929-ben hat száma jelent meg, 1932–33-ban tíz.